# Summer World University Games 2025/Teilnehmer (Botswana)
| Gelbes Symbol für Goldmedaillen mit stilisierten Olympischen Ringen | Graues Symbol für Silbermedaillen mit stilisierten Olympischen Ringen | Braundes Symbol für Bronzemedaillen mit stilisierten Olympischen Ringen |
| ------------------------------------------------------------------- | --------------------------------------------------------------------- | ----------------------------------------------------------------------- |
| —                                                                   | —                                                                     | —                                                                       |

Botswana nahm an den Summer World University Games 2025 vom 16. bis zum 27. Juli mit 5 Athleten (3 Männer, 2 Frauen) teil.

## Teilnehmer nach Sportarten

### Leichtathletik
| Männer - Kago Seshoka (400 m, 4 × 400 m Mixed-Staffel) - Mouje Tjazeri (400 m, 4 × 400 m Mixed-Staffel) - Olefile Kooagile (1500 und 5000 m) | Frauen - Kennekae Batisani (400 m, 4 × 400 m Mixed-Staffel) - Rose Ditihalo (4 × 400 m Mixed-Staffel) |